# Roncocreagris portugalensis
Espèce
Synonymes
- Microcreagris portugalensis Beier, 1953

Roncocreagris portugalensis est une espèce de pseudoscorpions de la famille des Neobisiidae.

## Distribution
Cette espèce se rencontre au Portugal au Nord et en Espagne en Galice.

## Description
Roncocreagris portugalensis mesure de 1,7 à 2 mm.

## Systématique et taxinomie
Cette espèce a été décrite sous le protonyme Microcreagris portugalensis par Beier en 1953. Elle est placée dans le genre Roncocreagris par Mahnert en 1976.

## Étymologie
Son nom d'espèce, composé de portugal et du suffixe latin -ensis, « qui vit dans, qui habite », lui a été donné en référence au lieu de sa découverte, le Portugal.

## Publication originale
- Beier, 1953 : Weiteres zur Kenntnis der iberischen Pseudoscorpioniden-Fauna. Eos, vol. 28, p. 293-302 (texte intégral).